# Derris lasiantha
Derris lasiantha là một loài thực vật có hoa trong họ Đậu. Loài này được Hayata miêu tả khoa học đầu tiên năm 1913.